# Cilindruria
Per cilindruria si intende la presenza di "cilindri" nell'urina.
I "cilindri" sono formazioni microscopiche che hanno la forma descritta dal loro nome, costituite da cellule e proteine. Possono essere di diversi tipi a seconda della loro origine, cioè del punto del nefrone in cui si sono formati. Ci sono cilindri ialini, granulosi, amorfi, o misti.
La cilindruria è un indice di malattia renale come l'insufficienza renale acuta e cronica, le necrosi tubulari acute, le glomerulonefriti  ecc.